# Joël Marin
Joël Marin est un acteur québécois. Il est surtout connu pour avoir tenu le rôle de Vincent Gélinas dans Radio Enfer.

## Filmographie

### Télévision
- Les méchants mardis à RDS (publicité) : Partisan du Canadien
- 1994 : Watatatow : Félix Livernois
- 1995 : Les Grands Procès (L'affaire Côté) : Charles Gautier
- 1995 : Les Héritiers Duval : Le bell boy
- 1995 : Scoop : Policier
- 1995-2001 : Radio Enfer : Vincent Gélinas
- 1998 : Histoires de filles : Bruno
- 1999 : KM/H : Éric - l'ami de Nicolas
- 2000 : Chartrand et Simonne : Jeune père
- 2001 : Si la tendance se maintient : Terroriste
- 2005 : Les Bougon, c'est aussi ça la vie! : Assistant Réalisateur
- 2015 : 19-2 : Gars qui transporte du bois vers la rive sud
- 2016 : L'imposteur : Itinérant qui vit en bas de chez Youri

### Cinéma
- 2000 : La Moitié gauche du frigo : Individu au vernissage
- 2000 : Lila
- 2009 : Suzie : Rod
- 2015 : La Passion d'Augustine :  L'évaluateur

## Théâtre
- Les Trois Mousquetaires - Louis XIII - F. Rainville / Th. D. Pelletier
- Contes urbains - La mort - Yvan Bienvenue / Urbi Orbi
- Le Barbier de Séville - Léveillé - René Richard Cyr / TNM
- Le Misanthrope - Dubois - René Richard Cyr / TNM
- La Légende du Roi Arthus - Médraut des Galles du Nord - Mario Boivin / Usine C
- La Société de chasse - Asamer - Alain Solowy / Espace Libre
- Arlequin serviteur de deux maîtres - Docteur Lombardi - Serge Denoncourt / Opsis
- L'Oiseau vert - Brighella - Jean-Stéphane Roy
- En hommage au chacal - Pl. rôles - Mario Boivin / Bluff Théâtre

## Radio-théâtre et lectures
- Province town playhouse - Alvan - Line Meloche / SRC
- Les Rues de l'alligator - Pl. rôles - Fernand Rainville / La Manufacture
- Surprise surprise, les grandes vacances - Le père / Pitou - Joel Marin
- Le Combat du siècle, La complainte de hiver rouge - Diff. CISM

## Source externe
- « Joël Marin » (présentation), sur l'Internet Movie Database
- Joël Marin Agence